# Бриджес, Марк
Марк Бриджес (англ. Mark Bridges; род. в Ниагара-Фолс, штат Нью-Йорк, США) — американский художник по костюмам, известный по работе в фильмах режиссёра Пола Томаса Андерсона. Дважды лауреат премии «Оскар» за лучший дизайн костюмов в фильмах «Артист» (2011) и «Призрачная нить» (2017).

## Карьера
Родился и вырос в Ниагара-Фолс (Нью-Йорк), обучался в Университете штата Нью-Йорк в Стоуни-Брук, окончив его в 1983 году, со степенью бакалавра искусств. После работал в Нью-Йорке, в ателье Барбары Матеры, по пошиву одежды для широкого спектра, в том числе для бродвейских постановок и кинопроектов. Затем три года учился в Школе искусств Тиша (Tisch) при Нью-Йоркском университете, получив при выпуске степень магистра изобразительных искусств в области дизайна костюмов.
В кинематографе с конца 1980-х. До 1996 года работал художником по костюмам в малобюджетных хоррорах и фантастических лентах, а также ассистентом у дизайнера костюмов Ричарда Хорнунга в картинах режиссёров: Стивена Фрирза («Кидалы», «Герой»), Братев Коэн («Перекрёсток Миллера», «Бартон Финк», «Подручный Хадсакера») и Оливера Стоуна («Прирождённые убийцы» и «Никсон»).
С фильма «Роковая восьмёрка» (1996) началось постоянное сотрудничество Бриджеса с режиссёром Полом Томасом Андерсоном, длящееся уже более 20 лет. Бриджес разрабатывает и создаёт костюмы для каждой полнометражной работы Андерсона, на их счету 8 совместных кинолент. Также неоднократно взаимодействует с другими режиссёрами: Ф. Гэри Греем («Ограбление по-итальянски», «Будь круче!»), Дэвидом О. Расселлом («Взломщики сердец», «Боец», «Мой парень — псих»), Полом Гринграссом («Капитан Филлипс», «Джейсон Борн»).

### Признание
Всемирное признание получил после выхода чёрно-белой картины Мишеля Хазанавичуса «Артист», которая была номинирована на множество престижных наград, в том числе на премию «Оскар» за лучший дизайн костюмов. Первая номинация на высшую награду американского кинематографа обернулась для Бриджеса и первой победой. В 2015 году Бриджес вновь номинировался на «Оскар» за работу в картине Пола Томаса Андерсона «Врождённый порок», на этот раз безуспешно.
Второй «Оскар» ему достался в 2018 году за костюмы в драме всё того же Андерсона «Призрачная нить», в которой рассказывается история лондонского кутюрье, создающего одежды для высшего общества. На церемонии награждения Марк Бриджес также выиграл конкурс, учреждённый организаторами церемонии на самую короткую благодарственную речь. Бриджес уложился в 36 секунд и получил в подарок гидроцикл.

## Фильмография
Художник по костюмам
- 1990 — Как в кино / Dream On (сериал, 2 эпизода)
- 1992 — Музей восковых фигур 2: Затерянные во времени (реж. Энтони Хикокс)
- 1993 — Войны роботов / Robot Wars (реж. Альберт Бэнд)
- 1993 — Доистерия! / Prehysteria! (реж. Альберт Бэнд, Чарльз Бэнд)
- 1993 — Дистанционное управление (видео, реж. Тед Николау)
- 1993 — Кукольник против демонических игрушек / Dollman vs. Demonic Toys (видео, реж. Чарльз Бэнд)
- 1994 — Трансеры 5: Молниеносный Дет / Trancers 5: Sudden Deth (видео, реж. Дэвид Наттер)
- 1994 — Магазин зверюшек / Pet Shop (реж. Хоуп Перелло)
- 1996 — Роковая восьмёрка (реж. Пол Томас Андерсон)
- 1997 — Рискуя жизнью / Living in Peril (реж. Джек Эсгард)
- 1997 — Ночи в стиле буги (реж. Пол Томас Андерсон)
- 1998 — Не могу дождаться (реж. Гарри Элфонт, Дебора Каплан)
- 1998 — Кровавый четверг (реж. Скип Вудс)
- 1999 — Взрыв из прошлого (реж. Хью Уилсон)
- 1999 — Глубокое синее море (реж. Ренни Харлин)
- 1999 — Магнолия (реж. Пол Томас Андерсон)
- 2001 — Кокаин (реж. Демме Тед)
- 2001 — Beyond the Pale (реж. Пол Уорнер)
- 2002 — Любовь, сбивающая с ног (реж. Пол Томас Андерсон)
- 2002 — Восьмая миля (реж. Кёртис Хэнсон)
- 2003 — Ограбление по-итальянски (реж. Ф. Гэри Грей)
- 2003 — Сваха (сериал)
- 2004 — Взломщики сердец (реж. Дэвид О. Расселл)
- 2005 — Будь круче! (реж. Ф. Гэри Грей)
- 2006 — Мех: Воображаемый портрет Дианы Арбус (реж. Стивен Шейнберг)
- 2007 — Нефть (реж. Пол Томас Андерсон)
- 2008 — Город свингеров / Swingtown (сериал, пилотный эпизод)
- 2008 — Всегда говори «да» (реж. Пейтон Рид)
- 2009 — Затерянный мир (реж. Брэд Силберлинг)
- 2010 — Гринберг (реж. Ной Баумбах)
- 2010 — Боец (реж. Дэвид О. Расселл)
- 2011 — Артист (реж. Мишель Хазанавичус)
- 2012 — Мастер (реж. Пол Томас Андерсон)
- 2012 — Мой парень — псих (реж. Дэвид О. Расселл)
- 2013 — Капитан Филлипс (реж. Пол Гринграсс)
- 2014 — Врождённый порок (реж. Пол Томас Андерсон)
- 2015 — Пятьдесят оттенков серого (реж. Сэм Тейлор-Джонсон)
- 2016 — Винил (сериал, пилотный эпизод)
- 2016 — Джейсон Борн (реж. Пол Гринграсс)
- 2017 — Призрачная нить (реж. Пол Томас Андерсон)
- 2019 — Брачная история (реж. Ной Баумбах)
- 2019 — Джокер (реж. Тодд Филлипс)
- 2020 — Новости со всего света (реж. Пол Гринграсс)

Ассистент дизайнера костюмов и другое
- 1990 — Как в кино / Dream On (сериал, ассистент дизайнера костюмов, 4 эпизода)
- 1990 — Кидалы (ассистент дизайнера костюмов; реж. Стивен Фрирз, дизайнер костюмов Ричард Хорнунг[англ.])
- 1990 — Перекрёсток Миллера (costume assistant; реж. Братья Коэн, дизайнер костюмов Ричард Хорнунг)
- 1991 — Бартон Финк (ассистент дизайнера костюмов; реж. Джоэл Коэн, дизайнер костюмов Ричард Хорнунг)
- 1991 — Доктор Голливуд (ассистент дизайнера костюмов; реж. Майкл Кейтон-Джонс, дизайнер костюмов Ричард Хорнунг)
- 1992 — Герой (ассистент дизайнера костюмов; реж. Стивен Фрирз, дизайнер костюмов Ричард Хорнунг)
- 1993 — Дэйв (assistant designer; реж. Айван Райтман, дизайнер костюмов Ричард Хорнунг)
- 1994 — Подручный Хадсакера (дополнительный дизайнер костюмов; реж. Братья Коэн, дизайнер костюмов Ричард Хорнунг)
- 1994 — Прирождённые убийцы (ассистент дизайнера костюмов; реж. Оливер Стоун, дизайнер костюмов Ричард Хорнунг)
- 1995 — Дети кукурузы 3: Городская жатва (wardrobe supervisor; реж. Джеймс Д. Р. Хикокс)
- 1995 — Никсон (ассистент дизайнера костюмов; реж. Оливер Стоун, дизайнер костюмов Ричард Хорнунг)
- 2002 — Шоубой / Showboy (костюмы Кристиана; реж. Линди Хейманн, Кристиан Тейлор)

Художник-постановщик
- 1999 — Магнолия (реж. Пол Томас Андерсон)

## Награды и номинации
Премия «Оскар» за лучший дизайн костюмов:
- 2012 — «Артист» (награда)
- 2015 — «Врождённый порок» (номинация)
- 2018 — «Призрачная нить» (награда)
- 2020 — «Джокер» (номинация)

Премия BAFTA Film Awards за лучший дизайн костюмов:
- 2012 — «Артист» (награда)
- 2018 — «Призрачная нить» (награда)

Премия «Сезар» за лучшие костюмы:
- 2012 — «Артист» (номинация)

Премия «Спутник» за лучший дизайн костюмов:
- 2011 — «Артист» (номинация)
- 2018 — «Призрачная нить» (награда)
- 2020 — «Джокер» (номинация)

Премия Critics’ Choice Movie Awards за лучший дизайн костюмов:
- 2011 — «Артист» (награда)[7]